# Gonzalo García
Gonzalo Manuel García (Mendoza, 18 febbraio 1984) è un allenatore ed ex giocatore italo-argentino di rugby a 15 internazionale per l'Italia, attivo in carriera nel ruolo di tre quarti centro.
Al termine dell'attività agonistica ha intrapreso quella tecnica e, al 2019, è l'allenatore-capo del Lyons di Piacenza

## Biografia
Argentino dalla doppia cittadinanza, García è cresciuto nel Maristas de Mendoza, club rugbistico con il quale nel 2006 si laureò campione provinciale; nel 2007 giunse in Italia, ingaggiato da Calvisano.
A maggio 2008, avendo optato per rappresentare la nazionale italiana, dichiarò che la scelta fu motivata dalla possibilità di disputare un torneo di primaria importanza come il Sei Nazioni; il 21 giugno di quell'anno esordì a Città del Capo sotto la gestione di Nick Mallett in un test match perso 0-26 contro i padroni di casa del Sudafrica.
A Calvisano vinse un titolo di campione d'Italia nel 2008 poi, facendo seguito alla richiesta del club di essere retrocesso per impossibilità di sostenere i costi del Super 10, fu lasciato libero e si trasferì al Benetton, con cui si aggiudicò lo scudetto al primo anno, prima che il club emigrasse in Celtic League.
Due anni più tardi García fu una delle prime acquisizioni della neonata franchise federale delle Zebre destinata alla partecipazione nel Pro12: con la squadra parmigiana rimase quattro stagioni fino al trasferimento, nel 2016, in Francia al Cahors, che fu il suo ultimo club da giocatore: a gennaio 2017 tornò in Argentina per motivi familiari e nella circostanza assunse anche la guida tecnica del Marista, suo club d'origine.
Divenuto anche consulente tecnico dell'unione provinciale di Mendoza, dal 2019 è di nuovo in Italia come allenatore-capo della neoporomossa formazione dei Lyons di Piacenza.

## Palmarès
- Campionati italiani: 2
Calvisano: 2007-08
Benetton Treviso: 2009-10